# Adamanterpeton ohioensis
L'adamanterpeton (Adamanterpeton ohioensis) è un anfibio estinto, appartenente ai temnospondili. Visse nel Carbonifero superiore (circa 310 milioni di anni fa) e i suoi resti fossili sono stati ritrovati in Nordamerica.

## Descrizione
Questo animale doveva essere vagamente simile a una grande salamandra, con un corpo allungato e zampe corte ma robuste. Il cranio, tuttavia, era allungato, in particolare il muso. Le orbite circolari si aprivano appena dopo la metà del cranio, al contrario di forme simili come Cochleosaurus o Chenoprosopus, in cui le orbite erano più arretrate a causa dell'allungamento del muso. A differenza di questi ultimi due generi, inoltre, Adamanterpeton possedeva un muso abbastanza largo. Mascella e mandibola erano fornite di numerosi piccoli denti marginali, mentre nella zona del palato erano presenti grandi zanne acuminate.

## Classificazione
Adamanterpeton ohioensis venne descritto per la prima volta nel 1998, sulla base di due esemplari ritrovati nella zona di Linton (Ohio); i fossili vennero attribuiti alla famiglia Cochleosauridae, un gruppo di anfibi temnospondili arcaici, tipici del Carbonifero. Sembra che Adamanterpeton fosse alla base del clade comprendente Cochleosaurus e Chenoprosopus, i cocleosauridi più derivati.

## Paleoecologia
Adamanterpeton era un componente molto raro della fauna di vertebrati di Linton, e potrebbe essere stato un anfibio dalle abitudini almeno parzialmente terrestri, forse simile come stile di vita alla specie Cochleosaurus florensis noto nella località, più o meno contemporanea, di Florence in Nuova Scozia.